# Waldo Ballivián
Waldo Ballivián è un comune (municipio in spagnolo) della Bolivia nella provincia di Pacajes (dipartimento di La Paz) con 1.996 abitanti (dato 2010).

## Cantoni
Il comune è formato dall'unico cantone omonimo suddiviso in 7 subcantoni.